# Dobfelszerelés
A dobfelszerelés (dobosok körében dobszerkó, szerkó, dobcájg, dobcucc) különféle dobokból és cintányérokból áll, melyeket többször más ütős hangszerek egészíthetnek ki. A dobok elrendezése lehetővé teszi, hogy a dobos egyszerre szólaltassa meg őket.
A dobos dobverőt használ, hogy a dobbőrt megüsse, ezzel rezgést keltve. A lábdob (helyenként nagydob) megszólaltatására lábgéppel (pedállal) mozgatott „bumszlit”, azaz üstdobverőt használnak. A lábcint (hi-hat) pedállal és dobverővel vegyesen szólaltatják meg. A mozgatószerkezet az állványba van beépítve.

## Története
A dobfelszerelés korunk legelterjedtebb hangszere a membrafonok közül. Régebben leginkább egy, a mainál nagyobb lábdobból, egy pergődobból és egy kis cintányérból, továbbá más, a nagydobra rögzített kisebb ütős hangszerből állt a készlet, melyet dobverővel vagy seprűvel ütöttek meg (a lábdobot kivéve). A lábdob megszólaltatására lábgépeket használnak. Érdemes megemlíteni a duplázót, ami két lábgépből áll, melyeket egy tengely köt össze, ezáltal a dobos dupla sebességet érhet el. Időnként használnak két lábdobot is hasonló célból.

## Korunk dobfelszerelései és hangszerei
A dobfelszerelés összetételét leginkább a zenei irányzat, a dobos elgondolása és nem utolsósorban a szállítási lehetőségek határozzák meg. Az alapfelszerelés öt dobot tartalmaz: a már említett lábdobot, ami a földön van, és a lábgép üti meg; az állványra helyezett pergődobot (kisdobot); egy vagy két eltérő méretű felső tamot, amelyek a lábdobra vannak rögzítve; egy vagy két állótamot, mely lábakon állhat vagy az egyik cintányér állványára szerelik. A cinkészlet általában tartalmaz lábcint, amelyet két kisebb egybefordított cintányér alkot, és egy pedállal összekötött állványra van koncentrikusan „feltűzve”. A lábcint angol nyelvterületeken (és ezáltal a zenei életben, más nyelvterületeken is) hi-hat (vagy hihat) néven ismerik.
Ezen kívül a nagyobb méretű kísérő cintányért kell megemlíteni és a beütőt. Ezek megütésével fokozni lehet a hangsúlyokat. A dobok elhelyezkedése főképpen attól függ, hogy a dobos jobb- vagy balkezes. Ha jobbkezes, akkor a lábcinpedálon a bal láb, a lábdob pedálján a jobb láb van, a kísérőt és a lábcint a jobb kéz, a pergőt a bal kéz üti meg. Ennek megfelelően a felső tamok közül a bal oldali magasabb, ezt követi jobbról a mélyebbre hangolt másik felső tam, és a legmélyebb álló tam. Balkezes dobosoknál az egész ennek a tükörképe. Ezen kívül természetesen rengeteg elhelyezés is használt, mint például az open-handed, amikor a kísérő és a lábcin is a jobb oldalon van, ha a dobos jobbkezes, illetve a bal oldalon, ha balkezes.

## Kiegészítések
Az alap dobfelszerelés kiegészíthető a zenei, a játékstílusnak és nem utolsósorban a tudásnak megfelelően. Egy második lábdob beiktatása, vagy a duplázó használata leginkább a rockban és a metálban elterjedt. Nagyon gyakran több tamot vagy effektpergőt (többnyire kisebb, magasabbra hangolt pergődobot) helyeznek el. Cintányérok közül általában néhány beütővel és kínaival egészítik ki a felszerelést, egy második kísérő használata leginkább a jazzben gyakori. A már említett kisebb ütőshangszerek közé sorolható a csörgődob, a kolomp, a béka, de széleskörűen használják az elektromos ütőfelületeket, amelyekkel lényegében bármilyen hang kiadható. A dobfelszerelés gyakorlatilag bármilyen ütőshangszerrel (percussion) kiegészíthető, így üstdob, gong, konga és bongó is szóba kerülhet.
Az 1980-as években szokásos volt, hogy a dobosok rengeteg behangolt tamot használtak, ezáltal követve a ritmuson kívül a dallamot is. Erre a leglátványosabb két példa Terry Bozzio és Virgil Donati. Ez a divat azóta lecsengett, és leginkább a John Bonham-féle öt darabos (egy pergő, három tam, egy lábdob) felszerelés a legismertebb. A három tam elhelyezése változó, egy felső és két oldal-, vagy két felső és egy oldaltam megoldások lehetségesek. Emellett a két felső és két oldaltamos megoldást is gyakran használják.

## Dobkotta
A dobkottákban leginkább a basszuskulccsal (f-kulccsal) találkozhatunk, de létezik egy kifejezetten dobokra használt kulcs is, amely két függőleges vonalból áll, ez is szintén igen elterjedt. A dobfelszerelés kottázása nem szabványosított, de kisebb-nagyobb eltérésekkel állandó. Általában a lábdob az első vonalközben, a pergő a harmadik vonalközben vagy vonalon foglal helyet. A káva megütését egy X jelzi a pergő sorában, az előkét egy kicsi áthúzott nyolcad. A tamokat a hangmagasságuknak megfelelően kell beírni. Általános szabály, hogy ha az átlagosnál több dob van (például egy második lábdob vagy duplázó esetén), akkor a kotta elején szövegesen kiírják, hogy melyik sor mit jelent.
A különféle cintányérok lejegyzése rendkívül változatos. Általában elmondható, hogy a pedállal megszólaltatott lábcint az első vonal alatti X jelöli. A dobverővel megütött lábcint a negyedik vonalközbe, vagy az ötödik vonal fölé szokás írni. Az ezt követő jelölések viszont igen szerteágazóak. A kísérőt általában más sorba történő írással különböztetik meg, a kúp hangra rengeteg jelölés létezik, ahogy a kínai és a beütő írásmódja is eltérő. A lábcinnyitásra két jelölés a legelterjedtebb. Vagy a kotta fölé O-t írnak a nyitásra és +-t a zárásra, vagy egy x-szel áthúzott kör jelöli a nyitott hangot (ezt esetenként egy pedállal megszólaltatott lábcin követi).